# 珠山街道 (青岛市)
珠山街道是中国山东省青岛市黄岛区原下辖的一个街道，2015年撤销。

## 行政区划
珠山街道原下辖海西路第一社区、烽台路社区、长城路社区、华山街社区、福山街社区、浮翠街社区、新凤街社区、双凤街社区、新华路第一社区、琅琊台第一社区社区、琅琊台第二社区、黄山路社区、新兴街社区、王戈庄第一社区、王戈庄第二社区、王戈庄第三社区、王戈庄第四社区、海西路第二社区、辛庄村、郝家石桥村、东新村、松园村、曹戈庄村、大邓陶村、小邓陶村、崔家庄村、双凤山村、胜利村、孟家庄村、燮里村、小台后村、刘家园村、马厂村、秦家庄村、瓦屋庄村、汕上村、袁家庄村、宋家庄村。